# Ingen tid til kærtegn
Ingen tid til kærtegn è un film del 1957 diretto da Annelise Hovmand.
È stato presentato in concorso alla 7ª edizione del Festival di Berlino ed è stato designato come film rappresentante il cinema danese alla selezione per l'Oscar al miglior film straniero del 1958, venendo però escluso dalla candidatura.

## Trama
Lene è una bambina di otto anni, figlia di un uomo d'affari e di un'attrice amorevoli ma troppo occupati dai rispettivi lavori. Un giorno, delusa per l'ennesima volta scappa di casa. Nella sua avventura conosce nuove persone, compra un cane e osserva l'oceano. Felice e spaventata allo stesso tempo, torna infine dai genitori che si rendono conto di averla trascurata.

## Distribuzione
Il film è stato distribuito in Danimarca dal 1º marzo 1957.

## Riconoscimenti
1957
- Festival internazionale del cinema di Berlino
Premio FIPRESCI, menzione d'onore a Annelise Hovmand
Nomination Orso d'oro per il miglior film
- Premio Bodil
Miglior film danese
Miglior attore protagonista a Peter Malberg